# 瓦迪傑馬
35°48′N 0°41′E / 35.800°N 0.683°E

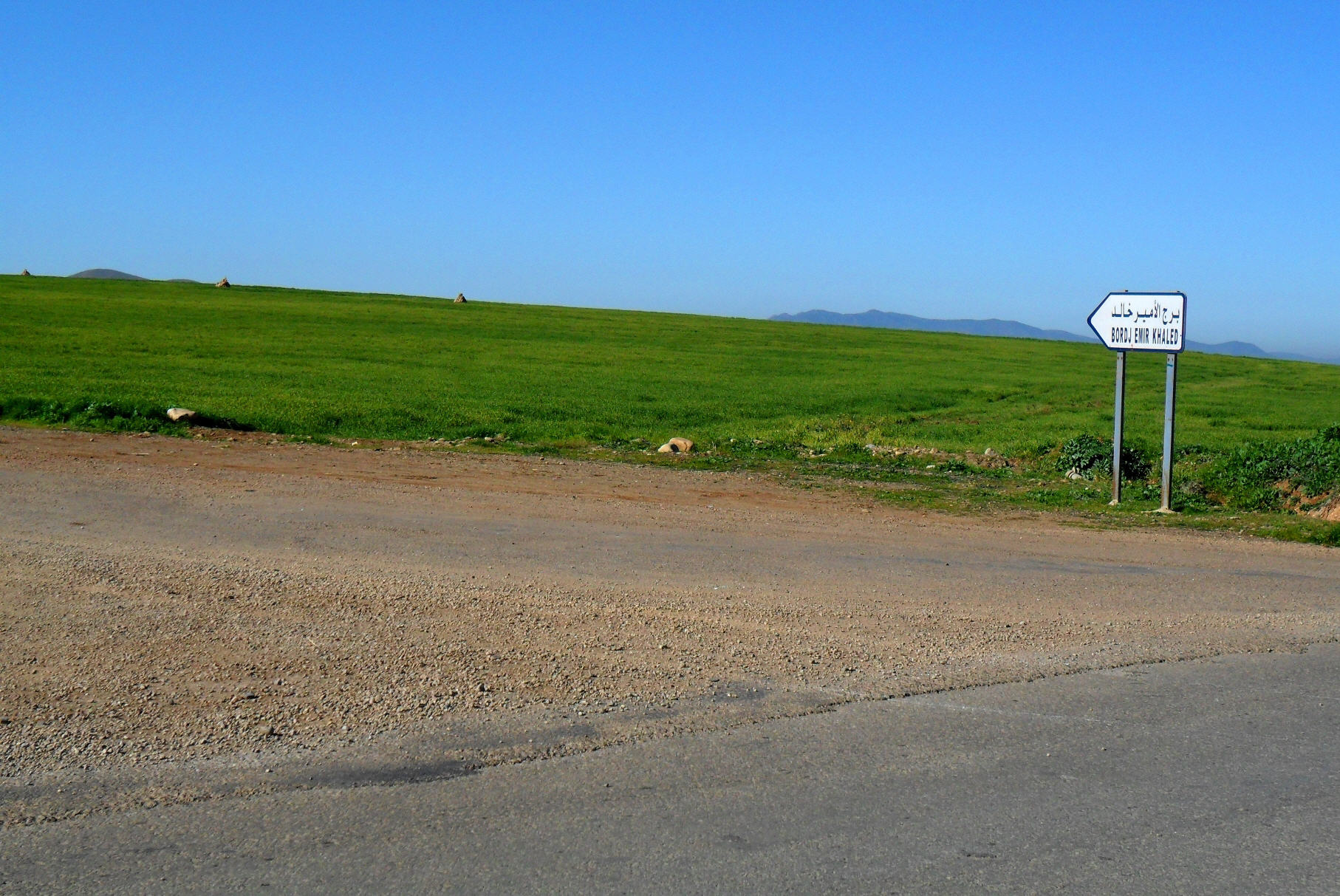
瓦迪傑馬

瓦迪傑馬（阿拉伯语：‎），是阿爾及利亞的城鎮，位於該國北部艾因迪夫拉省，由艾因萊希亞赫區負責管轄，面積164平方公里，2008年人口9,555，人口密度每平方公里58人。